# Oncidium pectorale
Oncidium pectorale  es una especie de orquídea epifita. Es nativa de Brasil.

## Descripción
Es una orquídea de pequeño tamaño, de hábitos epifitas con pseudobulbo ovoide, comprimido lateralmente, de color verde claro, ranurado longitudinalmente, lleva 2 hojas, erguidas, linear-lanceoladas, agudas, estrechándose gradualmente abajo. Florece en la primavera en una sólida inflorescencia de 20 a 30 cm de largo, laxa, de color verde claro, con muchas flores.

## Distribución y hábitat
Se encuentra en los estados de São Paulo y Santa Catarina de Brasil.  

## Sinonimia
- Oncidium mantinii God.-Leb. (1888
- Oncidium pectorale var. mantinii (God.-Leb.) Cogn. (1905)
- Brasilidium pectorale (Lindl.) Campacci (2006)
- Anettea pectoralis (Lindl.) Szlach. & Mytnik, Polish Bot. J. 51: 50 (2006).[1]